# Sant'Alessio in Aspromonte
Sant'Alessio in Aspromonte è un comune italiano di 318 abitanti della città metropolitana di Reggio Calabria in Calabria. Il comune si trova nell'aspromonte , da cui prende il nome , ad un'altitudine di 567 metri sul livello del mare.
Il suo nome riflette il culto verso il Santo e dalla collocazione sull'Aspromonte.

## Geografia
Il paese è collocato a 567 m s.l.m., appartiene alla zona climatica D e fa parte della Comunità Montana Versante dello Stretto. L'economia è basata sull'agricoltura con produzione di olio di oliva, ortaggi, latticini e legname. Con una superficie di 3,99 km², è il comune meno esteso della Città metropolitana di Reggio Calabria.

## Storia
Fondato tra il 1200 e il 1300 , Sant'Alessio in Aspromonte è uno dei comuni più antichi dell'Aspromonte. Venne attraversato dal grande Giuseppe Garibaldi nell'Ottocento , a cui poi è stato intitolato la via che attraversa l'omonimo comune.

### Simboli
Lo stemma e il gonfalone sono stati concessi con decreto del presidente della Repubblica del 31 maggio 1999.
Il gonfalone è un drappo di azzurro.

## Monumenti e luoghi di interesse
- Monumento a Giuseppe Garibaldi : Monumento dedicato a Giuseppe Garibaldi, situato nella piazza centrale del comune .
- Mulino Antico di Sant'Alessio in Aspromonte : Mulino risalente al 1300 che veniva usato per la produzione di acqua .
- Centro Storico : zona abitata con alcune case distrutte dal terremoto del 1908.
- Cimitero Comunale
- Chiesa della SS. Annunziata : Chiesa cattolica situata in Via Giuseppe Garibaldi.

## Società

### Evoluzione demografica
Abitanti censiti

## Amministrazione
| Periodo        | Periodo        | Primo cittadino      | Partito                                        | Carica  | Note |
| -------------- | -------------- | -------------------- | ---------------------------------------------- | ------- | ---- |
| 23 aprile 1995 | 13 giugno 1999 | Domenico Sinicropi   | lista civica di centro-sinistra                | sindaco |      |
| 13 giugno 1999 | 13 giugno 2004 | Francesco Marra      | lista civica di centro-sinistra                | sindaco |      |
| 13 giugno 2004 | 7 giugno 2009  | Francesco Marra      | lista civica di centro                         | sindaco |      |
| 7 giugno 2009  | 25 maggio 2014 | Stefano Ioli Calabrò | lista civica                                   | sindaco |      |
| 25 maggio 2014 | 26 maggio 2019 | Stefano Ioli Calabrò | lista civica La colomba con ramoscello d'ulivo | sindaco |      |
| 26 maggio 2019 | in carica      | Stefano Ioli Calabrò | lista civica La colomba                        | sindaco |      |

## Sport
Ha sede nel Comune la società di calcio Sant' Alessio Calcio a 5.

### Impianti sportivi
- Campo sportivo comunale : campo sportivo con una tribuna con capienza 100 posti . Ospita le partite del Sant'Alessio calcio.